# Bologna
Bologna (emilijanski: Bulåggna; latinski: Bononia) je glavni grad istoimenog metropolitanskog grada i regije Emilia-Romagna na prijelazu iz sjeverne u srednju Italiju. S 394,843 stanovnika (od 31. kolovoza 2020.), grad je sedmi po veličini talijanski grad i glavno nacionalno prometno čvorište.

## Zemljopis
Bologna leži u podnožju Apenina, između rijeka Reno i Savena u sjevernoj Italiji. Rijeke i kanali u gradu iz sanitarnih razloga gotovo su u potpunosti pregrađeni tijekom urbanog razvoja. Vode koje teku kroz Bolognu su Canale di Reno, Canale di Savena i Aposa, a spajaju se sjeverno od centra grada u Navile. 
Jadransko more nalazi se 77 km prema istoku. Po prometnom položaju čini glavna ulazna vrata iz lombardijsko-venecijanske nizine u srednju Italiju.

## Povijest
Bologna je nastanjena još u brončano doba, iz kojega potječu nekropole i ljevaonice bronce. Na prijelazu u povijesno doba, Bologna je etruščanski grad pod imenom Felsina. Sredinom 5. stoljeća prije Krista razaraju je keltski Boji, a 191. pr. Kr. Rimljani osvajaju grad i daju joj ime Bononia, koja od 189. pr. Kr. postaje rimskom kolonijom. Izgradnja ceste Via Aemilia 187. pr. Kr. pretvorio je Bononiju u prometno čvorište: ovdje se križala glavna cesta Padske doline Via Flaminia minor do Arretiuma (Arezzo). God. 88. pr. Kr., kao i svi provincijski gradovi u Italiji, Bononia je dobila puno rimsko državljanstvo putem zakona Lex municipalis. Nakon požara obnovljena je za vrijeme cara Nerona u 1. stoljeću.
Za vrijeme Rimskog Carstva, Bononia je imala najmanje 12.000, ali vjerojatno i do 30.000 stanovnika. Tijekom iskapanja oko foruma antičkog grada od 1989.-1994. god. pronađena su dva hrama, upravne zgrade, tržnice i zgrada sjednice gradskog vijeća; u južnom dijelu izvornog gradskog područja otkriveno je i kazalište. No, čini se da je grad narastao i izvan svojih izvornih utvrda, primjerice amfiteatar, akvedukt i kupke otkriveni su izvan gradskih zidina. Geograf Pomponije Mela svrstao je grad među pet najraskošnijih (opulentissimae) gradova u Italiji u 1. stoljeću.

### Srednji vijek
Nakon dugog propadanja, Bologna je preporođena u 5. stoljeću pod biskupom Petronijem, za kojeg se kaže da je modelirao crkvu sv. Stjepana (Santo Stefano) po uzoru na jeruzalemsku crkvu Svetog groba. Nakon raspada Rimskog Carstva, Bologna je bila prednji bedem Ravenskog egzarhata, zaštićen s nekoliko bedema koji ipak nisu zatvarali većinu razrušenog rimskog grada. Godine 728. grad je osvojio langobardski kralj Liutprand i tako postao dio langobardskog kraljevstva. 
U 11. stoljeću grad ponovno raste kao slobodna općina. Sveučilište u Bologni je osnovano 1088. godine kao najstarije sveučilište u Europi i na njemu su predavali brojni značajni srednjovjekovni znanstvenici, uključujući Irneriusa Bolonjskog. Kako se grad širio u 12. je stoljeću dobio novi prsten bedema, a u 14. stoljeću dovršen je još jedan.
Godine 1164. Bologna je ušla u Lombardski savez protiv Fridrika I. Barbarosse, a 1256. god. grad je proglasio Legge del Paradiso („Rajski zakon”) koji je ukinuo kmetstvo i ropstvo, te otkupio preostale robove javnim novcem. U to vrijeme u Bologni je živjelo između 50.000 i 70.000 ljudi, što je grad činilo šestim ili sedmim po veličini u Europi nakon Konstantinopola, Córdobe, Pariza, Venecije, Firence i možda Milana. Centar grada bio je šuma tornjeva i procjenjuje se da je bilo preko 100 obiteljskih tornjeva vodećih obitelji, crkvenih tornjeva i tornjeva javnih zgrada koje je oblikovalo gradsku vedutu.
Bologna je 1248. god. odlučila zabraniti izvoz pšenice kako bi osigurala opskrbu hranom za svoje stanovništvo koje se brzo širi. To je značilo izvlaštenje mletačkih posjednika, posebice samostana. Godine 1234. grad je otišao korak dalje i zauzeo Cerviju, postavivši je u izravnu konkurenciju Veneciji koja je polagala monopol na sol u Jadranskom moru. Godine 1248. Bologna je proširila svoju vlast na županiju Imolu, a 1252.-1254. čak i na Ravennu. Godine 1256. dodani su joj Bagnacavallo, Faenza i Forlì.
God. 1240. grad je do 1252. god. bio zauzeo car Fridrik II., car Svetog Rimskog Carstva. Venecija je 1258. godine podigla tvrđave na rijekama Po kod Po di Primaro i Adige. Uz pomoć ove blokade, posebno na tvrđavi Marcamò, Venecija je natjerala izgladnjelu Bolognu na sporazum koji su Mlečani diktirali. Ravenna je ponovno bila otvorena za mletačke trgovce i nametnut je monopol Venecije.
Kao i većina općina u Italiji, Bolognu su od vanjskih sukoba razdvojili unutarnji sporovi između gibelina i gvelfa (car protiv pape). Godine 1274. utjecajna gibelinska obitelj Lambertazzi protjerana je iz grada.
Usred animoziteta s Venecijom, između 1325. i 1337. izbio je tzv. „Rat kanta” (po kanti koju su modenjani kao ratni plijen odnijeli u gradski zvonik u Modeni) u kojemu je Modena teško porazila Bolognu. Tijekom epidemije kuge 1348. umrlo je oko 30.000 stanovnika. Nakon vladavine Taddea Pepolisa (1337.-1347.), Bologna je pripala milanskim Viscontima, ali se kupnjom vratila u papinu sferu utjecaja 1360. god., na poticaj kardinala Gila Álvareza Carilla de Albornoza. Sljedeće godine bile su obilježene nizom republikanskih vlada (npr. ona iz 1377., u kojoj su izgrađene katedrala svetog Petronija i Loggia dei Mercanti), promjenom pripadnosti papinskoj ili viskontijskoj sferi moći i stalnim, skupim obiteljskim sukobima.
Godine 1402. grad je pao u ruke Giana Galeazza Viscontija, koji je promaknut u Signore od Bologne. Nakon što su Bologna i Imola pale 1433. (do 1435.), Venecija je konačno pomogla papi da vlada gradom 1440./41. Tom prilikom Venecija je od 1441.–1509. vladala Ravennom. Na koncu je obitelj Bentivoglio, sa Santeom (1445.-1462.) i Giovannijem II. (1462.-1506.), stekla vlast u Bologni. Tijekom njezine vladavine grad je napredovao, a renomirani arhitekti i slikari dali su Bologni lice klasičnog talijanskog renesansnog grada koji je konačno odustao od osvajačkih ambicija.

### Moderna vremena
U sljedećem razdoblju Bologna ulazi u dugotrajni sukob s Crkvom što ce obilježiti i sam duh grada, te će u njoj dugo prevladavati ljevičarske struje. God. 1506. trupe pape Julija II. opsjele su Bolognu i opljačkale njezino umjetničko blago. Nakon toga, Bologna je bila dio Papinske države do 18. stoljeća i njome su upravljali papinski legat i senat koji je svaka dva mjeseca birao gonfalonijere (zastavnik pravde) uz pomoć osam konzula. Dana 24. veljače 1530. god. papa Klement VII. je Karla V. okrunio za cara u Bologni. Bila je to posljednja carska krunidba koju je izvršio Papa. Brojne crkve i druge vjerske ustanove obnovljene su tijekom papinske vladavine, dok su starije obnovljene; 96 bolonjskih samostana bili su talijanski rekord. Gradski prosperitet se nastavio, ali je kuga u kasnom 16. stoljeću smanjila broj stanovnika sa 72.000 na 59.000, a druga 1630. smanjila ga je na 47.000, prije nego što se stanovništvo izjednačilo na između 60.000 i 65.000. Važni slikari aktivni u Bologni tijekom tog razdoblja, kao što su Annibale Carracci, Domenichino i Guercino, koji su oformili bolonjsku školu slikarstva (barokno slikarstvo). 
U napoleonskoj Europi, Bologna je 1796. postala glavni grad kratkotrajne Cispadanske Republike, a kasnije najvažniji grad u Cisalpinskoj Republici i Napoleonovom Kraljevstvu Italije nakon Milana. Nakon pada Napoleona, Bečki kongres 1815. vratio je Bolognu Papinskoj državi, što je i provedeno 18. srpnja 1816. godine. No, nakon nekoliko pučkih ustanaka (1831., 1843., 1848. i 1849.), Bologna je 12. lipnja 1859. god. izglasala svoju aneksiju Kraljevini Sardiniji, čime je grad postao dio ujedinjene Italije.
Na izborima 28. lipnja 1914. god. socijalist Francesco Zanardi je prvi put osvojio gradsko vijeće (sindaco) i s prekidom fašizma, Bolognom su od tada pretežno upravljale ljevičarske gradske vlasti.
Godine 1940. Bologna je imala 320 000 stanovnika. Za Drugog svjetskog rata bila je teško razarana, a oko nje razvio se pokret otpora. U velikim zračnim bombardiranjima s obje strane stradalo je 2.481 civila i oko 44% građevina, uključujući glavnu željezničku postaju. Nakon pada Mussolinija, Bologna je bila pod vlašću Trećeg Reicha do oslobođenja. Dana 21. travnja 1945. god. grad su oslobodile jedinice II poljskog korpusa . Nakon rata, Bologna se brzo oporavila i danas je jedan od najprosperitetnijih i dobro planiranih gradova u Italiji.
Poslije Drugog svjetskog rata bila je utvrdom ljevičarske vlasti, zbog čega je i dobila naziv Crvena Bologna. Dana 2. kolovoza 1980. skupina desničarskih ekstremista (neonacisti) izvela je bombaški napad na glavni gradski željeznički kolodvor pri čemu je 85 ljudi poginulo, a najmanje 200 je ozlijeđeno. Za ovaj napad 1995. godine su dvojica pripadnika fašističke Nuclei Armati Rivoluzionari i djelatnici talijanske tajne službe osuđeni na dugogodišnje zatvorske kazne.

### 21. stoljeće
God. 1999. prekinut je niz politički lijevih gradonačelnika kada je na izborima izabran pripadnih desnog centra Giorgio Guazzaloca, a 2004. godine na vlast je izabran bivši sindikalist Sergio Cofferati. Na izborima 2009. godine ponovno je izabran gradonačelnih lijeve stranke, Flavio Delbono koji je nakon nešto više od 6 mjeseci na vlasti podnio ostavku zbog umiješanosti u korupcijski skandal. Sljedećih 15 mjeseci gradom upravlja vladina povjerenica, Anna Maria Cancellieri, a od 2016. god. gradonačelnik grada je Virginio Merola, također iz socijaldemokratske stranke. God. 2021., nakon desetogodišnje vladavine Merole, jedan od njegovih najbližih suradnika, Matteo Lepore, izabran je za gradonačelnika s 61,9% glasova; što je najsnažnija pobjeda od uvođenja izravnog biranja 1995. god.

## Znamenitosti
U starom je dijelu velik broj srednjovjekovnih palača, fontana i crkava. Najveće znamenitosti su dva tornja (Due torri), Torre Garisenda i Torre degli Asinelli. Sagrađeni oko 1100. godine, potonji je visinom od 94,5 m bila vjerojatno najviša svjetovna građevina u Europi u to vrijeme. Oni su, zajedno s nekoliko drugih, posljednji ostaci srednjovjekovnih „bolonjskih obiteljskih tornjeva” od kojih je većina srušena u 16. stoljeću.
Središte grada je Piazza Maggiore s Neptunovom fontanom i Bazilikom sv. Petronija. Moćna gotička crkva peta je po veličini na svijetu; središnja lađa visoka je 40 m i široka 20 m. Prvotno planirana kao najveća crkva u kršćanstvu, započeta 1390. godine, zbog financijskih problema nije dovršena do danas. 
Katedrala sv. Petra u Bologni s Pietom Alfonsa Lombardija nalazi se na Via dell'Indipendenza. Najstarija crkva u Bologni, Basilica di Santo Stefano, nalazi se u samostanskom kompleksu koji se i danas koristi u povijesnoj jezgri grada. Kompleks ima bizantsku rotondu i tipične romaničke klaustre.
Tu je i jedno od najstarijih sveučilišta u svijetu (osnovano 1089.), Sveučilište u Bologni.
U Bologni postoje brojne palače i zgrade koje odlikuju ulaznim trijemovima, tzv. porticima, koji su 2021. godine uvršteni na UNESCO-v popis mjesta svjetske baštine u Europi Protežu se na 62 km i izvorno su stvorene da prihvate rastuću gradsku populaciju. Izgradnja portika omogućila je proširenje gornjih katova i na taj način stvaranje novog životnog prostora bez previše utjecaja na trgovinu i tranzit. Neki od portika građeni su od drveta, drugi od kamena ili opeke, kao i od armiranog betona, pokrivajući ceste, trgove, staze i šetnice, s jedne ili obje strane ulice. Nekretnina uključuje građevine s trijemom koje ne čine strukturni kontinuum s drugim zgradama i stoga nisu dio sveobuhvatnog natkrivenog prolaza ili prolaza. 
U 20. stoljeću upotreba betona omogućila je zamjenu tradicionalnih nadsvođenih arkada novim mogućnostima gradnje i pojavio se novi arhitektonski jezik za trijemove, kao što su oni u četvrti Barca. Zaštićeni trijemovi zajedno odražavaju različite tipologije, urbane i društvene funkcije te kronološke faze izgradnje. Definirani kao privatno vlasništvo za javnu upotrebu, portici su postali izraz i element urbanog identiteta Bologne.
Svetište Santuario della Madonna di San Luca nalazi se na brdu Guardia iznad grada i pruža pogled na dolinu Pada. Do crkve vodi najduža kolonada arkada na svijetu, duga oko četiri kilometra.
- Portico di San Luca
- Porticos de via Farini
- „Portik smrti”
- Portico de Pavaglione
- Portico de Pallazo Malvezzi Campeggi
- Portico Pallazo Bianchini
- Portico Pallazo Banco de Italia
- Porticos de via Farini
- Porticos de via San Leonardo

## Glazbeni događaji
Važan glazbeni festival je Zecchino d'Oro. To je festival dječje pjesme.

## Značaj
Ubraja se među najvažnija kulturna, ekonomska i prometna središta Italije.
UNESCO ju je 2005. proglasio svjetskim gradom glazbe.

## Promet
Kao prometno središte Bologna je od posebne važnosti; željeznično je spojena s Padovom, jadranskim gradovima, Firencom, alpskim gradovima, Rimom i Milanom. 
Cestovna mreža se zrakasto pruža iz Bologne i njome je spojena sa svim većim talijanskim gradovima na sjeveru i sa središnjom Italijom. Kao zanimljivost valja navesti da je ta ista mreža sagrađena u 19.i 20. stoljeću, a starorimske ceste (via Aemilia i dr.) su služila kao osnovice suvremenoj cestovnoj mreži.

## Gospodarstvo
Današnja je gospodarstvena važnost grada Bologne utemeljena na trgovini, jer je Bologna glavno trgovinsko središte jugoistočnog dijela Padske nizine. 
Industrija ima oslonac u preradbi poljodjelskih proizvoda koji se proizvode u široj okolici ovog grada. Tako se u Bologni nalaze tvornice za preradu duhana i proizvodnju duhanskih proizvoda, ljuštionice riže, šećerane te tvornice ostalih prehrambenih proizvoda. 
Od ostalih industrija, u Bologni je nazočna kovinska i elektrotehnička industrija, strojogradnja, proizvodnja papira, samovoza, keramike i parfema. 

## Obrazovanje
Sveučilište u Bologni smatra se najstarijim sveučilištem zapadnog svijeta. Već u 1088. godini na ulicama grada počinje se poučavati pravo, a kroz srednji vijek polako se formira pravo sveučilište. Obrazovna ustanova nalazi se u samom centru grada, a danas se sastoji od 5 kampusa. Na sveučilištu se obrazuje oko 80.000 studenata od kojih je oko 5000 inozemnih. Svake godine kroz sveučilište prođe preko 2500 studenata na razmjeni.

## Šport
Iz Bologne su košarkaški klubovi Virtus i Fortitudo, višestruki talijanski prvaci i osvajači europskih kupova. 
Ipak, ni nogomet nije slab u ovom gradu. Bologna je bila sedmerostruki talijanski prvak, trenutačno se nalazi među klubovima u prvoj ligi (Seria A).
Jaka je i odbojka (La Zinella Volley), osvajač talijanskih i europskih naslova.
Od poznatih športaša, iz Bologne su nogometaš Giacomo Bulgarelli, Alberto Tomba, slavni nogometni sudac Pierluigi Collina, vozač trkaćih vozila Alex Zanardi te tenisač Andrea Saccenti.

## Gradovi prijatelji
| Coventry            | Ujedinjeno Kraljevstvo | od 21. travnja 1984.   |
| Harkiv              | Ukrajina               | od 5. kolovoza 1966.   |
| La Plata            | Argentina              | od 23. studenog 1988.  |
| Leipzig             | Njemačka               | od 2. svibnja 1962.    |
| St. Louis, Missouri | SAD                    | od 30. srpnja 1987.    |
| Solun               | Grčka                  | od 29. listopada 1981. |
| San Carlos          | Nikaragva              | od 21. svibnja 1988.   |
| Saint-Louis         | Senegal                | od 9. prosinca 1991.   |
| Toulouse            | Francuska              | od 23. studenog 1981.  |
| Tuzla               | Bosna i Hercegovina    | od 21. srpnja 1994.    |
| Valencia            | Španjolska             | od 27. ožujka 1976.    |
| Zagreb              | Hrvatska               | od 5. svibnja 1963.    |

## Vanjske poveznice
- Službene stranice
- Fotografije Bologne  Arhivirana inačica izvorne stranice od 20. ožujka 2007. (Wayback Machine)